# Ralph Kubail
Ralph Kubail (30. april 1952 - 15. august 1981) var en tysk roer fra Berlin.
Ved OL 1976 i Montreal vandt Kubail (sammen med Hans-Johann Färber, Siegfried Fricke, Peter Niehusen og styrmand Hartmut Wenzel) en bronzemedalje for Vesttyskland i disciplinen firer med styrmand. Sovjetunionen og Østtyskland vandt guld og sølv. Det var hans eneste OL-deltagelse.
Kubail vandt desuden to VM-bronzemedaljer i firer med styrmand i henholdsvis 1974 og 1975.
Kubail døde af lymfeknudekræft i 1981, kun 29 år gammel.

## OL-medaljer
- 1976:  Bronze i firer med styrmand